# William S. Jacobsen

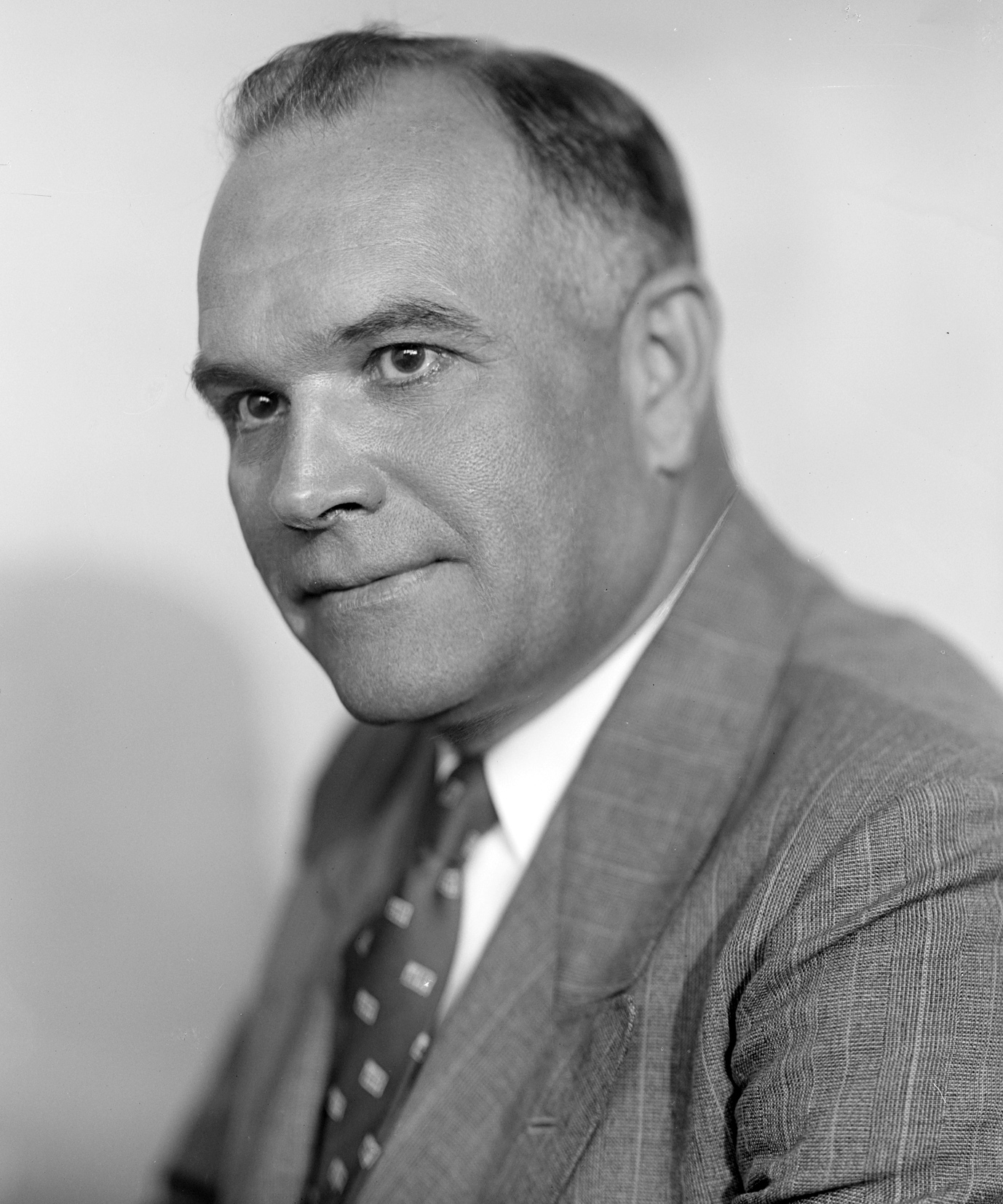
William S. Jacobsen (1937)

William Sebastian Jacobsen (* 15. Januar 1887 in Clinton, Iowa; † 10. April 1955 in Dubuque, Iowa) war ein US-amerikanischer Politiker. Zwischen 1937 und 1943 vertrat er den Bundesstaat Iowa im US-Repräsentantenhaus.

## Werdegang
William Jacobsen war der Sohn von Bernhard M. Jacobsen, der zwischen 1931 und 1936 für den Staat Iowa im Kongress saß. Der jüngere Jacobsen besuchte die öffentlichen Schulen seiner Heimat und danach das Normal College of American Gymnastics Union in Indianapolis. Von 1910 bis 1915 war er Leiter der Sporterziehung der Turner Society und bei der YMCA in Clinton. Danach war er von 1915 bis 1927 Teilhaber eines Ladengeschäfts in diesem Ort. Zwischen 1927 und 1937 arbeitete er in verschiedenen Stellungen für die Clinton Thrift Co.; außerdem war er in der Landwirtschaft tätig.
Wie sein Vater war auch William Jacobsen Mitglied der Demokratischen Partei. Von 1932 bis 1944 nahm er an den regionalen Parteitagen in Iowa teil. In den Jahren 1936 und 1944 war er Delegierter zu den Democratic National Conventions, auf denen US-Präsident Franklin D. Roosevelt jeweils für die Wiederwahl nominiert wurde. Nach dem Tod seines Vaters wurde Jacobsen 1936 im zweiten Wahlbezirk von Iowa als dessen Nachfolger in das US-Repräsentantenhaus in Washington, D.C. gewählt. Nach zwei Wiederwahlen konnte er sein Mandat zwischen dem 3. Januar 1937 und dem 3. Januar 1943 ausüben. Die letzten Jahre seiner Amtszeit waren von den Ereignissen des Zweiten Weltkrieges überschattet. Im Jahr 1942 unterlag er bei den Kongresswahlen dem Republikaner Henry O. Talle.
Zwischen 1945 und 1947 war William Jacobsen bei der War Assets Administration, einer Vorgängerbehörde der General Services Administration, angestellt; zwischen August 1951 und Januar 1954 war er amtierender Leiter der Postbehörde in Dubuque. Er starb im April 1955 in dieser Stadt.